# Afonso de França
Afonso de França foi um Fidalgo da Corte Real e administrador colonial português. Foi nomeado para o cargo de Governador e Capitão-Mor da capitania da Paraíba em 17 de setembro de 1618. Assumiu, provavelmente, em abril de 1622, após a carta enviada por de Diogo Soares, em janeiro daquele ano, tendo governado, aproximadamente, até 1627. Afonso de França casou-se com Catharina Corte-Real, com quem teve quatro filhas, Leonor de Franca, Anna Corte-Real, Luiza da Franca Corte-Real e Antonia da Franca Corte-Real.

## Biografia
Em março de 1625, o capitão-mor Afonso de França socorreu a nau Caridade que naufragou nos recifes da Paraíba e era uma das integrantes da armada de cinquenta e dois navios sob o comando de D. Fadrique de Toledo Osório, marquês de Villanueva de Valduesa, e do general da armada da Costa de Portugal, D. Manuel de Meneses. A expedição, conhecida como a Jornada dos Vassalos, tinha como objetivo reconquistar a cidade do Salvador, invadida pelos holandeses em 1624. Afonso de França e seus marinheiros, em botes, resgatou a tripulação, canhões e provisões, e, ainda, forneceu-lhes 4 caravelões para que partissem, rumo a Bahia, sem perda de tempo. A tripulação da nau, coincidentemente capitaneada por seu sobrinho, Lancerote da Franca, filho de seu irmão, André Dias da Franca, conseguiu chegar a Baia de Todos os Santos no mesmo dia que o restante da expedição. Por essa época, também, enviou tropas para combater os Potiguaras da Serra de Copaoba, que haviam se reinssurgido, matando alguns colonos e raptando suas mulheres e filhos.